# M9 (Hongarije)
De autoweg M9 is een weg in Hongarije en vormt een korte verbinding tussen de stad Szekszárd, de autosnelweg M6 (Hongarije), de brug over de Donau en weg 51 nabij het dorp Dusnok. Het wegvak is vooral aangelegd als verbinding die in de toekomst onderdeel gaat worden van een grote oost-west verbinding door Hongarije.
Het grote klaverblad bij de M6 is al voorbereid op de verdubbeling van de weg zodat deze kan omgezet worden in een autosnelweg met 2x2 rijstroken en vluchtstroken.
M0 ·
M1 ·
M2 ·
M3 ·
M4 ·
M5 ·
M6 ·
M7 ·
M8 ·
M9 ·
M15 ·
M19 ·
M25 ·
M30 ·
M31 ·
M35 ·
M43 ·
M44·
M51 ·
M60 ·
M70·
M76·
M80·
M85·
M86